# فرودگاه وست‌پوینت
فرودگاه وست‌پوینت (به انگلیسی: West Point Airport)  یک فرودگاه خصوصی   است که یک باند فرود شن دارد و طول باند آن ۳۳۵ متر است. این فرودگاه در  کشور ایالات متحده آمریکا قرار دارد و در ارتفاع ۱۱۵ متری از سطح دریا واقع شده است.